# Nicholas Marcellus Hentz

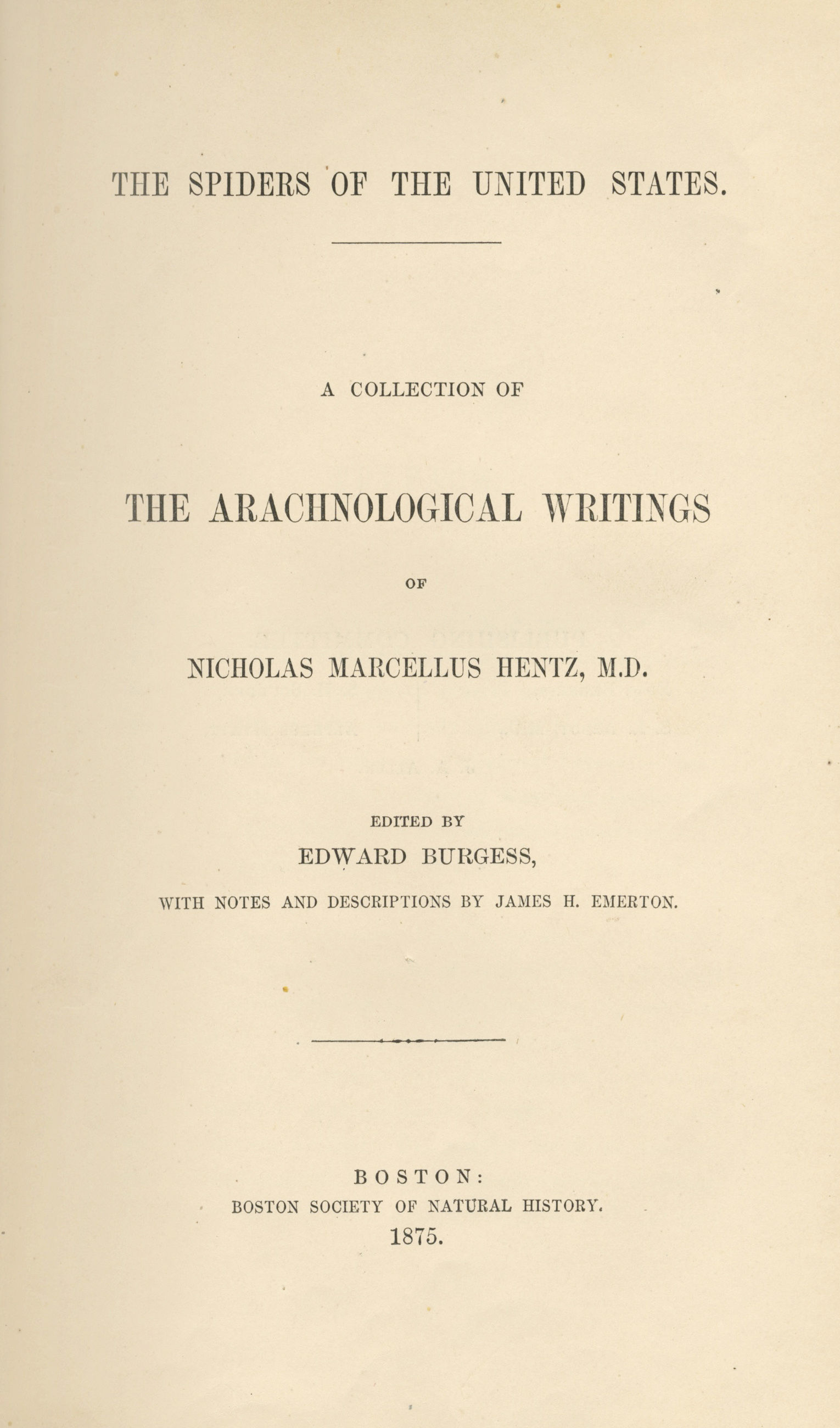
Păianjenii din Statele Unite: o colecție de scrieri despre arahnide de Nicholas Marcellus Hentz, M.D. (în original, The Spiders of the United States: A Collection of the Arachnological Writings of Nicholas Marcellus Hentz, M.D. (apărută în 1875)

Nicholas Marcellus Hentz (n. 25 iulie 1797, Versailles, Franța – d. 4 noiembrie 1856, Marianna, statul Florida) a fost un american de origine franceză, educator și arahnolog.

## Biografie
Hentz s-a născut în Versailles, a studiat medicina și arta portretisticii miniaturale la Paris.  Imigrat în Statele Unite în 1816 a început prin a preda franceza și pictura miniaturală în Boston, Philadelphia, dar și în alte orașe.  În anii 1824 - 1825 a fost asociat al educatorului american George Bancroft, la școala Round Hill School din Northampton, statul Massachusetts.  Între anii 1826 și 1830, a fost profesor de limbi moderne și belles lettres la Universitatea statului Carolina de Nord.
S-a căsătorit cu Caroline Lee Whiting în 1824, iar în 1831 s-au mutat în Covington, Kentucky.  În anul următor, cei doi soți au preluat în management un colegiu de tip seminar pentru femei în apropiere de Cincinnati, Ohio.  Ulterior, cuplul a condus alte școli din statele  Alabama și Georgia.  În 1851, din motive de sănătate ale lui Hentz, cei doi s-au mutat în localitatea Marianna, Florida, unde entomologul a și murit în 1856.

## Păianjeni
Hentz a devenit nu doar un pionier american, dar și unul mondial în domeniul zoologiei referitor la arahnide.  A descris 124 de specii corect, în bună tradiție binomială, fiecare specie având fișe de descriere completă, incluzând desene și explicații, numele persoanei care le-a semnalat prima dată, precum și anul cladificării.  Printre păianjenii pe care Hentz le-a descris primul, se numără și întreg genul Cheiracanthium, respectiv specia Kukulcania hibernalis, cunoscut popular ca păianjenul de casă din sud[ul Statelor Unite], (în original Southern house spider).